# Volksabstimmungen in der Schweiz 1942
Dieser Artikel bietet eine Übersicht der Volksabstimmungen in der Schweiz im Jahr 1942.
In der Schweiz fanden 1942 auf Bundesebene zwei Volksabstimmungen statt, im Rahmen zweier Urnengänge am 25. Januar und am 3. Mai. Dabei handelte es sich um zwei Volksinitiativen.

## Abstimmung am 25. Januar 1942

### Ergebnis
| Nr. | Vorlage | Art | Stimm- berechtigte | Abgegebene Stimmen | Beteiligung | Gültige Stimmen | Ja      | Nein    | Ja-Anteil | Nein-Anteil | Stände | Ergebnis |
| --- | --- | --- | ------------------ | ------------------ | ----------- | --------------- | ------- | ------- | --------- | ----------- | ------ | -------- |
| 135 | Eidgenössische Volksinitiative «für die Wahl des Bundesrates durch das Volk und die Erhöhung der Mitgliederzahl» | VI  | 1'278'688          | 792'424            | 61,97 %     | 775'732         | 251'605 | 524'127 | 32,43 %   | 67,57 %     | 0:22   | nein     |

### Volkswahl des Bundesrates
Eine erste Initiative der SP für die Wahl des Bundesrates durch das Volk war im Jahr 1900 deutlich gescheitert. Mehrmals hatten Vertreter der Partei für einen Sitz kandidiert, hatten aber keinen Erfolg. Nachdem 1938 der aussichtsreiche Kandidat Emil Klöti dem FDP-Vertreter Ernst Wetter unterlegen war, wollte die SP den Einzug in die Landesregierung mit einer zweiten Volksinitiative erzwingen, die sie im Juli 1939 einreichte. Wie bei der ersten Volkswahl-Initiative sollte der Bundesrat direkt vom Volk gewählt und die Sitzzahl von sieben auf neun erhöht werden; im Unterschied zu dieser sollte aber die lateinische Schweiz Anspruch auf mindestens drei Sitze haben. Der Nationalrat ging zum Teil auf die Forderungen ein und wollte mit einem Gegenentwurf immerhin die Sitzzahl erhöhen, um so der wählerstärksten Partei eine angemessene Vertretung zu ermöglichen; der Ständerat blieb jedoch hartnäckig und verhinderte den Kompromiss. In ihrer Kampagne warb die SP für mehr Mitsprache des Volkes und darum, «diese Ungerechtigkeit zu beseitigen, gerade um die innere Einheit und Festigkeit unseres Landes zu fördern». Die übrigen Parteien lehnten die Vorlage ab, doch die BGB und ein Teil der FDP waren durchaus gewillt, der SP bei der nächsten Wahl einen Sitz zuzugestehen. Hingegen fuhr die KVP einen kompromisslosen Kurs und bezeichnete die Volkswahl als Angriff auf das politische System der Schweiz. Mehr als zwei Drittel der Abstimmenden und alle Kantone lehnten die Verfassungsänderung ab. Nach Wetters Rücktritt im Dezember 1943 stellte die SP mit Ernst Nobs doch noch erstmals einen Vertreter in der Regierung.

## Abstimmung am 3. Mai 1942

### Ergebnis
| Nr. | Vorlage                                                                   | Art | Stimm- berechtigte | Abgegebene Stimmen | Beteiligung | Gültige Stimmen | Ja      | Nein    | Ja-Anteil | Nein-Anteil | Stände | Ergebnis |
| --- | ------------------------------------------------------------------------- | --- | ------------------ | ------------------ | ----------- | --------------- | ------- | ------- | --------- | ----------- | ------ | -------- |
| 136 | Eidgenössische Volksinitiative «für die Reorganisation des Nationalrates» | VI  | 1'283'487          | 660'818            | 51,49 %     | 628'450         | 219'629 | 408'821 | 34,95 %   | 65,05 %     | ½:21½  | nein     |

### Reorganisation des Nationalrates
Der von Migros-Gründer Gottlieb Duttweiler angeführte LdU strebte eine grundlegende Reform des Nationalrates an, dem seiner Meinung nach zu wenige echte Volksvertreter angehörten, dafür aber zu viele Vertreter in- und ausländischer Interessenverbände. Ebenso störte sich die Partei am ineffizienten und bisweilen undisziplinierten Ratsbetrieb. Ein Anfang 1941 in nur drei Monaten zustande gekommenes Volksbegehren, nach ihrem Urheber Otto Pfändler auch «Pfändler-Initiative» genannt, stellte weitreichende Forderungen: Verkleinerung des Nationalrates auf einen Sitz je 30'000 Einwohner (hätte rund 140 Sitzen entsprochen), Abschaffung der vorgedruckten Kumulation auf Wahllisten, Amtszeitbeschränkung auf zwölf Jahre sowie amtliche Bekanntgabe von Beruf und Mitgliedschaften in Verwaltungsräten. Sowohl im Bundesrat als auch im Parlament war die Initiative chancenlos und wurde von allen anderen Parteien bekämpft. Sie lieferten dem LdU einen heftigen Abstimmungskampf, der mit zunehmender Dauer unsachlich, demagogisch und teilweise persönlich verletzend geführt wurde (wozu allerdings beide Seiten beitrugen). Die Initiative sei nichts anderes als ein «frevles, demagogisches Spiel mit der Demokratie». Der auf sich allein gestellte LdU versprach sich davon eine Verkürzung der Parlamentsverhandlungen und allgemein eine Effizienzsteigerung. Fast zwei Drittel der Abstimmenden lehnten die Initiative ab, einzig im Kanton Appenzell Ausserrhoden gab es eine knappe Ja-Mehrheit.